# Костариканський колон
Костариканський колон — грошова одиниця Коста-Рики.

## Історія
Колон був запроваджений у 1896 році, замінивши костариканський песо за номіналом. Колон ділиться на 100 сантимо, хоча у 1917—1919 роках для позначення 1/100 колон випускалися монети під назвою сентаво. У першій половині XX століття колони випускалися різними банками, але з 1951 року випускаються виключно Центральним банком Коста-Рики. З 2006 по 2015 рік валюта була прив'язана до долара США, але з того часу вона перебуває у плаваючому положенні.